# Sixto Sarmiento
Sixto Sarmiento (Tintorero, Venezuela, 5 de abril de 1905-26 de enero de 1986) fue un artesano y músico venezolano del estado Lara. Sus obras más conocidas fueron cobijas hechas con lana de ovejas y su desempeño como violinista nato. Es considerado el mejor tejedor a mano en la historia del país, se interesó principalmente por el tejido de cobijas y hamacas para su sustento económico. Su pasión fue la ejecución del violín lo cual lo caracterizó y lo hizo famoso en todo el mundo conocido como Los Violines de Tintorero.   

## Biografía
Sixto Sarmiento nace en Tintorero el 7 de abril de 1905. Sus padres fueron Don Aguedo Anacleto Sequera y Doña Marcelina Sarmiento. No se conoce mucho de su infancia, sólo que trabajó con su padre como comerciante vendiendo papelón y sombreros de cogollo en las zonas del Rodeo y El Cardonal. Cuando murieron sus padres comenzó a trabajar en los campos de pasto de las haciendas de la región. Comenzó con su labor en el arte de cobijas, chamarras y hamacas a los 15 años de edad, siendo su maestro Juan Evangelista Torrealba quien era uno de los máximos representantes de este arte.
Contrajo matrimonio con María Leocricia el 12 de febrero de 1927, duraron seis años casados y tuvieron cuatro hijos llamados Nicolás, Sabino, Marcelo y Ramona. María Leocricia falleció en enero del año 1933 padeciendo cáncer en la matriz dejando viudo a Don Sixto Sarmiento. Luego de enviudar tuvo catorce hijos con la sobrina de su esposa fallecida llamada María Rosario Montes sin contraer matrimonio. Su segundo matrimonio fue el 20 de diciembre a sus 36 años de edad con Margarita Valenzuela, con la cual tuvo cuatro hijos y con la que paso el resto de su vida. Don Sixto Sarmiento murió a los 82 años de edad en Tintorero, el 26 de enero de 1986.

## Reconocimientos
- El nombre de Sixto Sarmiento, cobra fama en el país y en el exterior por sus cobijas tejidas y por la forma en que las vendía brindando una pieza musical ejecutada con violín y acompañado de una taza de café.
- Recibió la condecoración “Mérito al trabajo” de manos del presidente de la República Luís Herrera Campins.
- Meses después de su muerte fue declarado “Hombre Ejemplar en la época de Antaño” en Tintorero.

## Principales obras
En 1940 fundó la agrupación musical “Los Violines de Tintorero”, agrupación que se mantiene hasta la fecha.